# Torneo de Suzhou 2014
El Suzhou Ladies Open 2014 es un torneo de tenis profesional jugado en canchas duras. Se trata de la inaugural del torneo, que es parte de la WTA 125s de 2014. Se llevará a cabo en Suzhou, China, entre el 1 al 7 de septiembre de 2014.

## Cabezas de serie

### Individuales
| Tenista                  | Ranking | Preclasificada |
| Jana Čepelová            | 65      | 1              |
| Patricia Mayr-Achleitner | 85      | 2              |
| Luksika Kumkhum          | 98      | 3              |
| Anna-Lena Friedsam       | 100     | 4              |
| Ksenia Pervak            | 127     | 5              |
| Çağla Büyükakçay         | 141     | 6              |
| Kateryna Kozlova         | 146     | 7              |
| Zheng Saisai             | 148     | 8              |

### Dobles
| Tenista                                   | Ranking | Preclasificada |
| Lyudmyla Kichenok Nadiia Kichenok         | 182     | 1              |
| Petra Martić Arina Rodionova              | 221     | 2              |
| Chan Chin-wei Chuang Chia-jung            | 233     | 3              |
| Nicha Lertpitaksinchai Peangtarn Plipuech | 364     | 4              |

## Campeonas

### Individuales femeninos
Anna-Lena Friedsam venció a  Duan Yingying por 6–1, 6–3

### Dobles femenino
Chan Chin-wei /  Chuang Chia-jung vencieron a  Misa Eguchi /  Eri Hozumi por 6–1, 3–6, [10–7]